# 小行星20006
小行星20006（20006 Albertus Magnus）是一颗绕太阳运转的小行星，为主小行星带小行星。该小行星于1991年4月11日发现。

## 轨道参数
小行星20006的轨道半长轴为3.0923090 UA，离心率为0.198。